# Jan Matysiak (psycholog)
 Jan Matysiak  (ur. 12 sierpnia 1939 w Paryżu) – polski psycholog, prof. dr hab., wykładowca akademicki.

## Życiorys
Studia wyższe z zakresu biologii ukończył w 1964 roku na Uniwersytecie Moskiewskim. Na tej samej uczelni w 1968 roku uzyskał stopień doktora nauk przyrodniczych (Opiekunem naukowym obydwu prac był prof. Leonid Grigorjewicz Woronin). W 1979 r. uchwałą Rady Wydziału Psychologii Uniwersytetu Warszawskiego uzyskał stopień doktora habilitowanego nauk humanistycznych w zakresie psychologii. Od 1994 r. profesor nauk humanistycznych. Obecnie pracownik naukowy Wyższej Szkoły Finansów i Zarządzania w Warszawie. W przeszłości dziekan Wydziału Psychologii Uniwersytetu Warszawskiego.  Swoje zainteresowania skupia na tematyce lokującej się w obszarze psychologii porównawczej, będącej subdyscyplinę biopsychologii. Do głównego nurtu swoich zainteresowań zalicza wpływ stresu na zachowania eksploracyjne oraz zagadnienia teoretyczne i empiryczne dotyczące zachowań bodźcoposzukujących (stimulus seeking behavior), ze szczególnym uwzględnieniem zachowań eksploracyjnych.

## Wybrane publikacje
- Matysiak J., Aktywność eksploracyjna: Pomiar i interpretacja, [w:] Zachowanie się zwierząt. Przegląd wybranych zagadnień z zakresu psychologii porównawczej, Warszawa, 2007.
- Osiński J., Matysiak J., Wpływ handlingu na aktywność eksploracyjną szczurów w warunkach zróżnicowanego poziomu stymulacji sensorycznej, [w:] Zachowanie się zwierząt. Przegląd wybranych zagadnień z zakresu psychologii porównawczej, Warszawa, 2007.
- Trojan M, Matysiak J., Próba standaryzacji testu otwartego pola, [w:] Zachowanie się zwierząt. Przegląd wybranych zagadnień z zakresu psychologii porównawczej, Warszawa, 2007.
- Matysiak J., Aktywność eksploracyjna: Pomiar i interpretacja, [w:] Zachowanie się zwierząt. Przegląd wybranych zagadnień z zakresu psychologii porównawczej, Warszawa, 2007.
- Matysiak J., Głód stymulacji, Warszawa, 1993.